# Le Navire qui remontait le temps
Le Navire qui remontait le temps est le septième roman de la série Les Conquérants de l'impossible de Philippe Ébly. Ce roman a été édité pour la première fois en 1974 chez Hachette dans la collection Bibliothèque verte. 
L'épisode suivant est La Ville qui n'existait pas.
Contrairement à ce que le titre pourrait laisser entendre, le navire en question n'est pas du tout doté d'un mécanisme lui permettant de voyager dans le temps.

## Résumé

### Mise en place de l'intrigue
Serge, Thibaut et Xolotl sont en vacances en Alsace. Ce jour-là, ils font une marche à travers la campagne. Xolotl se foule la cheville. Un adolescent, Éric Danielle, vient à leur secours et propose l'aide de son oncle, médecin. Xolotl est soigné par le Dr Danielle, qui révèle aux trois jeunes gens qu'il a mis au point un sérum, appelé « chrono-régresseur » et qui permet au cerveau de faire surgir la personnalité d'un des ancêtres de la personne qui a reçu le sérum. Le Dr Danielle a fait un essai sur son neveu Éric, lequel a recouvré, pendant 24 heures, la personnalité d'un de ses ancêtres, Paracelse. L'un des jeunes gens aimerait-il se prêter à l'expérience ? Serge accepte de recevoir une injection du sérum. Une fois celui-ci injecté, les effets se font sentir la nuit suivante et il quitte la maison des Danielle, poussé par une envie irrépressible de se rendre sur les côtes de l'Atlantique. Éric, Thibaut et Xolotl, réveillés, acceptent de l'accompagner. 

### Aventures
Les quatre jeunes gens se rendent en auto-stop sur la côte Atlantique. Dans un port de plaisance, Serge s'empare d'un ketch d'une quinzaine de mètres ; les quatre adolescents prennent le large. Au petit matin, ils constatent que le navire était occupé par les époux Champeyroux, propriétaires, et d'un jeune marin, Pépito. Les quatre aventuriers expliquent le motif de l’embarquement : le sérum de chrono-régresseur, l'injection sur Éric, l'injection sur Serge, lequel a sans doute vu surgir en lui la personnalité d'un de ses ancêtres qui était marin. Les époux Champeyroux ne s'opposent pas à « l'expérience ». 
Au fil des heures et des jours, Serge explique à ses amis, dans ses moments de lucidité, qu'un de ses ancêtres, chef viking (en l'occurrence Leiv Eriksson), a pris le contrôle partiel de son esprit. Celui-ci le pousse à tenter la traversée de l'Atlantique, quels qu'en soient les risques. Mais ce qui inquiète les trois amis de Serge, c'est que le sérum agit sur Serge de manière durable, et non pas temporaire. Que faire si l'esprit de Leiv Eriksson devait s'emparer définitivement de celui de Serge… 
La traversée se poursuit. Éric, qui avait pris deux ampoules de sérum dans le laboratoire de son père, injecte, avec l'accord de ce dernier, le contenu d'une ampoule dans le sang de Thibaut. Mais le sérum n'agit pas… Éric tente une seconde et dernière injection du contenu d'une ampoule dans le sang de Xolotl : là encore, c'est l'échec. 

### Dénouement
La situation se complique : l'esprit du viking semble être en passe de prendre le dessus sur celui de Serge. Xolotl tombe alors volontairement à la mer et simule une noyade. Serge plonge pour le sauver. Au cours de ce « sauvetage », l'esprit de Leiv Eriksson quitte définitivement celui de Serge, qui recouvre pleinement ses esprits.

## Les différentes éditions
- 1974 : Hachette, Bibliothèque verte, cartonné, texte original. Illustrations d’Yvon Le Gall. 185 p.  (ISBN 2-01-001327-1)
- 1985 : Hachette, Bibliothèque verte, cartonné (série au dos hachuré), texte original. Illustrations de Yvon Le Gall.  (ISBN 2010135814)
- 1994 : Hachette, Bibliothèque verte no 113, format poche souple, texte original. Illustrations d'Erik Juszezak. 187 p.  (ISBN 2-01-021329-7)